# 𐤐
La pe (𐤐‏‏‏) es la decimoséptima letra del alfabeto fenicio. Representaba el sonido obstruyente, oclusivo, bilabial y sordo transliterado como /p/. De esta letra derivan la pe siríaca (ܦ), la pe hebrea (פ), la fāʾ árabe (ف), la pi griega (Π), la P latina y la П cirílica.

## Historia

### Origen
La letra fenicia pe proviene del ideograma de una “boca”. El significado literal de pe es «boca», como evidencian el hebreo pe (פ) y el árabe fam (فم).

### Evolución
| Fenicio | Púnico | Arameo   | Arameo  | Arameo | Arameo    |
| Fenicio | Púnico | Imperial | Nabateo | Hatreo | Palmireno |
| ------- | ------ | -------- | ------- | ------ | --------- |
|         |        |          |         |        |           |

## Usos
La consonante /p/ parece haberse transformado en /f/ en púnico, como hizo en protoárabe. Ciertas romanizaciones del púnico tardío incluyen muchas transcripciones «aspiradas» como ph, th y kh en diversas posiciones (aunque su interpretación no es clara), así como la letra f para la *p original.
El valor sonoro original de pe es una oclusiva bilabial sorda : /p/ ; se conserva este valor en algunas las lenguas semíticas, aunque no en otras como en árabe, donde el sonido /p/ ha cambiado al de una consonante fricativa labiodental sorda /f/ alterando la pronunciación de la letra, así como en hebreo donde también se puede pronunciar como fe por ejemplo a final de palabra. 

## Descendientes

### Alfabeto árabe
La letra ف se llama فاء fāʾ. La letra se escribe de varias formas según su posición en la palabra:
| Posición | Aislada | Final | Media | Inicial |
| -------- | ------- | ----- | ----- | ------- |
| Forma:   | ف       | ـف    | ـفـ   | فـ      |

En el proceso de evolución del árabe, el sonido protosemita /p/ se volvió en árabe a /f/  y esto se refleja en el uso de la letra que representa /p/ en otras lenguas semíticas se refleja en /f/ en árabe.
En las escrituras magrebíes, el punto i'ajami en fāʼ se ha escrito tradicionalmente debajo ( ڢ). Alguna vez fue el estilo predominante, ahora se usa principalmente en países del Magreb en situaciones ceremoniales o para escribir el Corán, con la excepción de Libia y Argelia, que adoptaron la forma Mashriqi (punto arriba).
| Posición: | Aislada | Final | Media | Inicial |
| --------- | ------- | ----- | ----- | ------- |
| Forma:    | ڢ       | ـڢ    | ـڢـ   | ڢـ      |

### Alfabeto hebreo
El nombre hebreo de la letra es פֵּא. Se transcribe como pei o pey, especialmente cuando se usa en ídish.
La letra pe es una de las seis letras que pueden recibir el daguesh kal. Los otras cinco son Bet, Gimel, Daleth, Kaph y Tav. En general, en textos con niqud sin daguesh representa /f/ y con dagugesh /p/.
Al final de las palabras, la forma escrita de esta letra cambia a Pe/Fe Sofit (Pe/Fe final): ף.

## Unicode
| Carácter      |                  |                  |                     |                     |
| ------------- | ---------------- | ---------------- | ------------------- | ------------------- |
| Unicode       | SYRIAC LETTER PE | SYRIAC LETTER PE | SAMARITAN LETTER PI | SAMARITAN LETTER PI |
| Codificación  | decimal          | hex              | decimal             | hex                 |
| Unicode       | 0                | U+0000           | 0                   | U+0000              |
| UTF-8         | 0                | 00               | 0                   | 00                  |
| Ref. numérica | &#0;             | &#x0;            | &#0;                | &#x0;               |

| Carácter      | 𐎔                  | 𐎔                  | 𐡐                          | 𐡐                          | 𐤐                    | 𐤐                    |
| ------------- | ------------------ | ------------------ | -------------------------- | -------------------------- | -------------------- | -------------------- |
| Unicode       | UGARITIC LETTER PU | UGARITIC LETTER PU | IMPERIAL ARAMAIC LETTER PE | IMPERIAL ARAMAIC LETTER PE | PHOENICIAN LETTER PE | PHOENICIAN LETTER PE |
| Codificación  | decimal            | hex                | decimal                    | hex                        | decimal              | hex                  |
| Unicode       | 66452              | U+10394            | 67664                      | U+10850                    | 67856                | U+10910              |
| UTF-8         | 240 144 142 148    | F0 90 8E 94        | 240 144 161 144            | F0 90 A1 90                | 240 144 164 144      | F0 90 A4 90          |
| Ref. numérica | &#66452;           | &#x10394;          | &#67664;                   | &#x10850;                  | &#67856;             | &#x10910;            |